# Іжевський механічний завод
Іже́вський механі́чний заво́д — ФДУП, одне з найбільших багатопрофільних підприємств Росії, з сучасними технологіями машинобудування, металургії, приладобудування, мікроелектроніки.

## Історія
Завод був заснований 1942 року для виробництва бойової стрілецької зброї. Першими виробами були протитанкові рушниці відомих радянських зброярів В. С. Дегтярьова та С. Г. Сімонова, автоматичний пістолет Ф. В. Токарєва. 1944 року на заводі будуються нові цехи, 1949 року запускається виробництво спортивно-мисливської зброї, почато випуск пістолета М. Ф. Макарова. В 1951 році вперше в країні створюється великосерійне виробництво точного сталевого лиття. Тоді ж серійно запускається виробництво гірничо-шахтового устаткування.
1953 року зупиняється виробництво пістолету ТТ і починається серійний випуск пістолету Макарова. З 1958 року при заводі створюється наукомістке виробництво ракетної техніки та електронних систем управління. 1960 року організовано виробництво двоциліндрових двигунів для мотоциклів, з 1993 року — двигунів з водним охолодженням. В 1965 році, у зв'язку з утворенням автомобільного заводу в Іжевську, на механічному заводі починається виробництво автозапчастин, був збудований новий виробничий корпус.
В 1980 році на заводі розробляється та затверджується програма комплексного розвитку, яка включає розвиток та удосконалення виробничо-технічного потенціалу, автоматизованої системи управління підприємством. В 1990 році починається виконуватись програма розвитку підприємства в рамках конверсії оборонної техніки. Організовуються цехи з виробництва електропобутової техніки, устаткування для агропромислового комплексу. Тоді ж починається випуск фасувального устаткування для пакування рідких й сипучих продуктів.
На сьогодні засвоєно більш як 100 базових моделей мисливської зброї, спортивних та пневматичних гвинтівок та пістолетів; компресори для забезпечення живлення повітрям гальмівних систем великих вантажних автомобілів, карданні вали для легкових автомобілів «Ода» та «Жигулі». Новинки заводу демонструються на міжнародних виставках в США, Німеччині, Аргентині, ОАЕ, ПАР. Для виходу на світові ринки створено фірму «Байкал». На базі заводу відкритий «Державний центр з випробування стрілецької зброї».
За розробку й постановку на серійне виробництво нових моделей зброї завод був нагороджений преміями Ради Міністрів СРСР та Уряду РФ в області науки й техніки. багато спеціалістів нагороджені високими званнями Заслужений конструктор РФ, Заслужений конструктор Удмуртії, Заслужений машинобудівник РФ, Заслужений машинобудівник Удмуртії.

## Продукція

### Вогнепальна зброя

#### Пістолети
- Пістолет Токарєва
- Пістолет Макарова

### Пневматична зброя
Найпопулярніші зразки:
- ІЖ-38 — пружинно-поршнева гвинтівка-переломка, найчастіше можна зустріти в тирах. Відкрите прицільне пристосування цілик-мушка.
- ІЖ-53 — пружинно-поршневий пневматичний пістолет з переломною конструкцією, основною і практично єдиною перевагою є висока надійність. Для більш-менш серйозного застосування вимагає серйозних доопрацювань;
- ІЖ-60 — пружинно-поршнева гвинтівка важільного взводу. Сучасний дизайн, наближений до буллпап, циліндро-поршнева група максимально наближена до прикладу, що сприяє купчастості стрільби. Придатна для початкового навчання спортивній стрільбі по мішенях на 10 метрів;
- ІЖ-61 — модифікація Іж-60 з магазином на 5 куль. Відрізняється трохи більше високою вартістю і, іноді, меншою купчастістю стрільби за рахунок часткової деформації куль при їх досиланні в стовбур;
- МР-512 — пружинно-поршнева гвинтівка-переломка, потужніша ніж ІЖ-38. Часто доводиться до посиленого варіанту, незрівнянно більш продумана конструкція, наявність запобіжника, зручніше розташування цілика на казенній частині стовбура.
- МР-514К — компактна пружинно-поршнева гвинтівка, виконана за схемою буллпап. Стовбур розташований паралельно до циліндра. Має барабанний магазин на 8 куль або 10 сталевих кульок, зведення виконується переломом стовбура вгору-назад на кут близько 120 градусів. За потужністю порівнянна з МР-512, однак її доведення порівняно більш складне, а результат менш стабільний;
- МР-513 — мисливська пружинно-поршнева гвинтівка переломної конструкції, випускається в калібрах 4.5 та 5.5 мм, має паспортну енергію пострілу 25 Дж, продається за ліцензією.